# Qāqān
Qāqān (persiska: قاقان, بُرج قاقان) är en ort i Iran.   Den ligger i provinsen Markazi, i den centrala delen av landet, 280 km sydväst om huvudstaden Teheran. Qāqān ligger 2 179 meter över havet och antalet invånare är 478.
Terrängen runt Qāqān är varierad. Runt Qāqān är det ganska glesbefolkat, med 48 invånare per kvadratkilometer. Närmaste större samhälle är Bāzneh, 10,8 km norr om Qāqān. Trakten runt Qāqān består i huvudsak av gräsmarker.